# Samuel Chukwueze
Samuel Chimerenka Chukwueze, född 22 maj 1999, är en nigeriansk fotbollsspelare som spelar för AC Milan. Han spelar även för Nigerias landslag.

## Klubbkarriär
I september 2017 värvades Chukwueze av spanska Villarreal, där han skrev på ett femårskontrakt. Chukwueze debuterade den 20 september 2018 i en 2–2-match mot Rangers i Europa League, där han blev inbytt i den 79:e minuten mot Nicola Sansone.
Den 27 juli 2023 värvades Chukwueze av AC Milan, där han skrev på ett femårskontrakt.

## Landslagskarriär
Chukwueze debuterade för Nigerias landslag den 20 november 2018 i en 0–0-match mot Uganda. Chukwueze blev i juni 2019 uttagen i Nigerias trupp till Afrikanska mästerskapet 2019.